# Pseudoelateropsis infraliassica
Pseudoelateropsis infraliassica là một loài bọ cánh cứng trong họ Elateridae. Loài này được Roemer miêu tả khoa học năm 1876.